# 女子戰隊
女子戰隊女子ーズ是2014年6月7日上映的日本電影。

## 演員
- 赤木直子（女子·Red）：桐谷美玲

建設公司職員。
- 黃川田有理（女子·Yellow）：高畑充希

打工族。
- 綠山鹿子（女子·Green）：有村架純

劇團成員。
- 青田美佳（女子·Blue）：藤井美菜

百貨公司店員。
- 紺野堇（女子·Navy）：山本美月（Navy是海軍藍，配合姓名中的紺）

千金小姐。
- 赤木直子的課長：岡田義德
- 劇團導演：安田顯

友情客串。

## 幕後人員
- 製作 - 重村博文
- 製作人 - 森山敦、山下義久、松橋真三
- 監督・腳本 - 福田雄一
- コスチュームデザイン - 島本和彦
- 攝影 - 吉沢和晃、工藤哲也
- 美術 - 尾関龍生
- 照明 − 小西章永
- 錄音 - 高島良太
- 編集 - 栗谷川純
- 特殊化裝及造型 - 飯田文江

## 外部連結
- 官方網站（页面存档备份，存于）
- 互联网电影数据库（IMDb）上《女子戰隊》的资料（英文）